# Joan Draper i Fossas
Joan Draper i Fossas (Arenys de Mar, 1889 — Barcelona, 12 de gener de 1970) va ser un escriptor i periodista català. Va utilitzar els pseudònims Blai i Kronorrim
Va ser director i fundador de la revista L'Avenir (Arenys de Mar, 1907) i director de la revista Bella Terra (1923-1927). També va ser redactor de La Veu de Catalunya i El Correo Catalán. Va Publicar poesies, narracions i obres de teatre. D'aquestes últimes n'estrenà diverses, amb música de Xavier Maymí, com l'opereta El rei filharmònic (1908) i la rondalla L'amor sempre triomfa (1915). A l'Antologia d'autors catalans (1921-1924) d'Antoni Ollé i Bertran es publicà el seu poema inèdit L'ovella.
Va participar en diversos Jocs Florals. El 1917 va guanyar un premi extraordinari als de Barcelona pel poema El gentil pressentiment.

## Obres
- Aires de Llevant (recull de poesia, 1915)
- Dietari d'un nedador (narració, 1924)
- Claror d'Assís (narració, 1962)
- El rei filharmònic (teatre, 1908)
- L'amor sempre triomfa (rondalla, 1915).

Poemes presentats als Jocs Florals de Barcelona
- Ègloga marina (1916)
- El gentil pressentiment (1917) (Premi Extraordinari dels Mantenidors)
- El pi (1922)
- L'estranya complanta (1924)